# Матија III Чак
Матеј Чак (рођен између 1260. и 1265. - умро 18. марта 1321) је био угарски великаш који је почетком 14. века владао de facto независном државом на северу Угарске, која је обухватала просторе данашње Словачке и делове северне Мађарске.

## Биографија
Матеј Чак је био син Петра I Чака, угарског палатина из великашке породице Чак. Рођен је између 1260. и 1265. године. У немирним годинама последње деценије 13. века, Матеј је пружио подршку Андрији III Млечанину (1290—1301), последњем краљу из династије Арпад. Носио је титулу угарског палатина (1296—1297). Након Андријине смрти, умешао се у грађански рат (1301—1310) устајући против анжујских претензија чији је носилац био Карло Роберт. Насупрот њему, формално је подржао Вацлава II и његовог истоименог сина. Фактички, Матеј Чак је владао самостално на својим територијама у северној Угарској (данашња Словачка). Да је његова подршка чешком претенденту била само формална показала је чињеница да је пружио отпор чешким снагама које су упале у Угарску 1304. године, а нападао је чешког краља и приликом његовог повратка у домовину. Када је 1307. године ердељски војвода Ладислав Кан дошао у посед круне Светог Стефана отевши је из руку Отона III Вителсбаха, Матеј је одбио да призна Карла Роберта за краља. По наговору папског легата Гентила, Матеј формално признаје Карла за краља 1308. године.
Иако је Карло Роберт 1310. године постао легитимни угарски краљ, његова власт је била само формална. Чак четворица великаша су у том тренутку носила функције палатина (Матеј Чак, Амадеј Аба, Копас Борча и Иштван Акош). Потчињеност ових великаша била је само званична. Сваки од њих је на својим територијама владао самостално. Матеј Чак је следеће, 1311. године, напао земље новог краља како би показао ко је стварни господар у Угарској. Око себе је Карло Роберт имао само узак круг присталица са којима ће у наредних десет година постепено сузбијати власт великаша.
Гентил Карлу Роберту није могао пружити значајнију подршку, сем што је, пре одласка у Италију, екскомуницирао самовољног олигарха. У сукобу који је уследио између грађана Кошица и Амадеја Аба, страдао је Амадеј, те је његова породица хтела да се освети граду који је годинама пркосио њиховој власти. То није било лако јер су у Кошицама остала два Амадејева сина која су могли страдати приликом напада породице Аба на град. Карло Роберт је стао на страну Кошица, те Абе прилазе Матеју Чаку.
Главни представници породице Аба поблаче се у замак Шариш кога Карло опседа. Матеј Чак није стигао да пошаље помоћ. Абе су се предале и прешле на страну угарског краља. Војска Матеје Чака сукобила се са Карловом код места Розхановце 15. јуна 1312. године. Била је то војска која је кренула да деблокира град. Карло Роберт је уз помоћ витезова Јовановаца однео победу у бици, која је уједно и највећа битка у борби Матеје Чака и угарског краља. Међутим, обе стране имале су велике губитке, а моћ Матеје Чака није озбиљније уздрмана. Абе су након битке код Розхановца престале да играју значајнију улогу у Угарској.
Карло Роберт 1313. године напада Матијину престоницу, Тренчин. Напад је одбијен. Показало се да је словачки олигарх превише јак за директан напад. Карло стога склапа споразуме са Чешком и Хабзбурговцима. Чешки краљ Јан Луксембуршки напада Матеју Чака, али је тешко поражен пред тврђавом Холич 1315. године. Против Карла устају и Кисеги и Борше, одбијајући да му помогну у борби против Матеје. Војска Филипа Другета поразила је 1317. године снаге Петра Перењија, Матијиног савезника. Карло Роберт исте године ратује против српског краља Милутина који је заузео територије некадашње Сремске државе краља Драгутина, односно његовог сина Владислава. Матеј је умро 18. марта 1321. године, након чега је Карло Роберт без већих тешкоћа заузео његове територије.